# Ian McNeice
Ian McNeice (Basingstoke, 2 oktober 1950) is een Brits acteur.

## Biografie
McNeice leerde het acteren aan de Taunton School in Taunton en aan de London Academy of Music and Dramatic Art in Londen. Hierna acteerde hij twee jaar in het Salisbury Playhouse Theater in Wiltshire. Hierna trad hij op in het Royal Shakespeare Company en eenmaal op Broadway, in het toneelstuk The Life and Adventures of Nicholas Nickleby (1981-1982).
McNeice begon in 1977 met acteren voor televisie in de televisieserie Warship, waarna hij in nog meer dan 130 televisieseries en films speelde. Hij is vooral bekend van zijn rol als Bert Large in de televisieserie Doc Martin, waarin hij al in 75 afleveringen speelde (2004-2022).

## Filmografie (selectie)

### Films
- 2023 Napoleon - als Lodewijk XVIII
- 2017 The Man Who Invented Christmas - als Edward Chapman
- 2008 Valkyrie - als generaal Joachim von Kortzfleisch
- 2008 Day of the Dead - als radiopiraat Paul
- 2006 The Black Dahlia - als patholoog
- 2005 Oliver Twist - als mr. Limbkins
- 2005 The Hitchhiker's Guide to the Galaxy - als Kwaltz (stem)
- 2005 Cherished - als ll Bache
- 2005 White Noise - als Raymond Price
- 2004 The Edge of Reason - als quizmaster
- 2004 The Rocket Post - als Alex Miln
- 2004 Around the World in 80 Days - als kolonel Kitchener
- 2001 From Hell - als kolonel Robert Drudge
- 1998 Hornblower: The Examination for Lieutenant - als Tapling
- 1997 A Life Less Ordinary - als Mayhew
- 1995 Ace Ventura: When Nature Calls - als Fulton Greenwall
- 1995 The Englishman Who Went Up a Hill But Came Down a Mountain - als George Garrad
- 1994 No Escape - als King
- 1990 The Russia House - als Merrydew
- 1989 Valmont - als Azolan
- 1984 Top Secret! - als verkoper

### Televisieseries
- 2004-2022 Doc Martin - als Bert Large - 78 afl.
- 2010-2011 Doctor Who - als Winston Churchill - 4 afl.
- 2005-2007 Rome - als nieuwslezer - 20 afl.
- 2003 Children of Dune - als baron Vladimir Harkonnen - 3 afl.
- 2000 Dune - als baron Vladimir Harkonnen - 3 afl.
- 1994 Chef! - als Gustave - 3 afl.
- 1993 Stay Lucky - als Franklyn Bysouth - 10 afl.
- 1991 Ruth Rendell Mysteries - als Ivan Teal - 3 afl.
- 1989 Around the World in 80 Days - als Batcular - 3 afl.
- 1988 Wipe Out - als Philip Benton - 5 afl.
- 1985 Edge of Darkness - als Harcourt - 5 afl.

- Biblioteca Nacional de España: XX1260714
- Bibliothèque nationale de France: cb140322560 (data)
- Gemeinsame Normdatei: 1035802325
- International Standard Name Identifier: 0000 0001 1949 474X
- Library of Congress Control Number: no2004019508
- MusicBrainz: 27b503ec-df40-4f32-9829-3fe7bf9f5c48
- Nationale Bibliotheek van Tsjechië: xx0083203
- Nationale Bibliotheek van Israël: 987007447915305171
- Système universitaire de documentation: 168631997
- Virtual International Authority File: 46960669
- WorldCat: E39PBJv4gcMg7dj6MYTGFQWxDq